# 文京台南町
文京台南町（ぶんきょうだいみなみまち）とは、北海道江別市の町丁。郵便番号は069-0835。人口は2346人、世帯数は1223世帯（2023年12月1日現在）。丁目の設定のない単独町名である。住居表示は全域で未実施。

## 地理
文京台東町は函館本線大麻駅を挟んで南側の地域で、文京台東町よりさらに南の地域である。さらに、国道12号と道立野幌森林公園に挟まれた地域である。これらのことから居住希望者が増加したため、1975年に土地区画整理事業で造成されることとなった。

## 歴史
もともとは農地と沢地であったが、1975年（昭和50年）から始まった「新野幌第２土地区画整理事業」により造成が進み、1981年（昭和56年）に造成が完了した。。

### 年表
- 1975年（昭和50年）
  - 5月28日 - 道知事により新野幌第２土地区画整理事業の組合設立許可申請が下りる[4]。
  - 6月3日 - 組合設立許可が公告される[4]。
- 1981年（昭和56年）
  - 1月20日 - 換地処分の公告が行われる[4]。
  - 1月21日 - 換地処分の効力が生じ、同日に土地区画整理事業外の隣接地も町名を変更され、「西野幌」と「文京台」から「文京台南町」に変更された[5]。

## 小・中学校の通学区
小・中学校の通学区は以下の通り。
| 町丁       | 字・番地 | 小学校       | 中学校     |
| ---------- | -------- | ------------ | ---------- |
| 文京台南町 | 全域     | 文京台小学校 | 大麻中学校 |

## 施設

### 公共
- 文京台南町公園（文京台南町63）
- ふじのき公園（文京台南町11）
- あおぞら公園（文京台南町18-12）
- ならのき公園（文京台南町51-5）

## 交通

### 鉄道
- 鉄道駅は町内には存在しない。最寄り駅は■函館本線の大麻駅。
  -  北海道旅客鉄道
    - ■函館本線

### バス
文京台南町の町内に停車するバスは、ジェイ・アール北海道バス・夕鉄バスが運行している。

### 道路

#### 一般国道
- 国道12号

#### 一般道道
- 町内に一般道道は通っていない。

#### 都市計画道路
- 3・4・314 文教通[7]